# De cierta manera
De cierta manera és un documental de ficció estrenat en 1974 que narra la conflictiva relació entre una mestra i un obrer mulat a la vora de la marginació en la colònia de Miraflores, un barri de l'Havana construït en 1962 per a erradicar la delinqüència i la marginació d'un determinat sector de la població. Dirigida per Sara Gómez, la pel·lícula barreja imatges documentalés amb una història de ficció desenvolupada en els barris pobres de l'Havana, pocs anys després de la Revolució cubana de 1959. La pel·lícula és el primer llargmetratge dirigit per una dona cubana i va aprofundir en les arrels ideològiques del masclisme en el passat colonial a Cuba plantejant les limitacions i contradiccions de la Revolució Cubana.
El film il·lustra la història humana del procés revolucionari de Cuba, a fins de la dècada de 1960 i la primera meitat de la dècada de 1970. Demostra com demolir els barris insalubres i construir assentaments moderns no canvia immediatament la cultura dels seus habitants.
Gómez va acabar de filmar amb Mario Balmaseda i Yolanda Cuéllar just abans de morir per un fort atac d'asma. El treball tècnic va ser conclòs pels cineastes Tomás Gutiérrez Alea, Julio García-Espinosa i Rigoberto López, després de la qual cosa va ser estrenada la pel·lícula.

## Trama
Yolanda, una mestra, no troba el millor mètode per a ensenyar als nens de barris marginals per ser d'un origen social diferent. Mario, un obrer d'una fàbrica de guaguas i un típic mascle, és confrontat per l'instint d'emancipació de Yolanda.
No obstant això, tots dos es converteixen en amants. La seva relació representa la idea que el racisme, el sexisme, i els prejudicis de classe han de ser superats per a aconseguir un país millor.

## Recepció crítica
Aquesta no es tracta d'una pel·lícula tradicional, perquè representa, a través d'una inusual mescla de documental i ficció, els conflictes en la societat cubana que romanen sense resoldre totalment.
Com ens revela De cierta manera, Gómez era una cineasta revolucionària centrada en la comunitat afrocubana, les seves tradicions culturals (incloent els Abakuá i la Santería), la situació de les dones, el tractament dels sectors marginats de la societat, el rol de la família en el context de la revolució i els drets dels treballadors.
Per a la seva època, el film va ser extremadament radical tant en forma i contingut situant a Sara Gómez no sols en el reconeixement com a pionera sinó una de les més significatives cineastes de Cuba i Amèrica Llatina de l'època.